# Pidhorodne
Pidhorodne (em ucraniano:   Підгородне; em russo:   Подгородное) é uma cidade da Ucrânia, situada no Oblast de Dnipropetrovsk. Tem 355 km² de área e sua população em 2020 foi estimada em 19.526 habitantes.